# Yeşilırmak
Yeşilırmak (turecky „Zelená řeka“) je řeka na severu Turecka (provincie Sivas, Tokat, Amasya, Samsun).
Je přibližně 519 km dlouhá. Povodí má rozlohu 36 100 km².

## Průběh toku
Na horním a středním toku teče na severozápad v mezihorské dolině, která je rovnoběžná s okrajem Pontských hor. Níže se obrací k severu, protíná hřbet Canik a ústí do Černého moře východně od města Samsun, přičemž vytváří deltu. Hlavní přítoky jsou Çekerek a Kelkit.
Na řece leží města Turhal, Amasya, Çarşamba.

## Vodní stav
Hlavním zdrojem vody je tající sníh a dešťové srážky. Vodní stav dosahuje maxima na jaře a na začátku léta. Průměrný průtok v ústí činí přibližně 150 m³/s a maximální 2 000 m³/s.

## Využití
Využívá se na zavlažování.
Na řece byly vybudovány následující přehrady:
- Almus
- Ataköy
- Hasan Uğurlu
- Suat-Uğurlu
- Kumköy